# Красилов (футбольный клуб)
«Красилов» (укр. Футбольний клуб "Красилів") — украинский футбольный клуб из города Красилов, Хмельницкой области. Основан в 2000 году. В 2004 году объединился с клубом ФК «Подолье» Хмельницкий под общим названием «Подолье» Хмельницкий и переехал в областной центр. В последних турах сезона 2006/07 гг. команда вернулась в Красилов, а после окончания чемпионата вернула и название ФК «Красилов». За день до начала следующего чемпионата снялась с соревнований.
Выступает в чемпионате Хмельницкой области.

## Прежние названия
- 2000—2003: ФК «Красилов»
- 2003—2004: «Красилов-Оболонь» Красилов
- 2004—2007: «Подолье» Хмельницький
- 2007: «Подолье» Красилов
- 2007: ФК «Красилов»

## Достижения
- Бронзовый призёр чемпионата Хмельницкой области 2009
- Серебряный призёр чемпионата Хмельницкой области 2012